# Cernîlivka, Pidvolociîsk
Cernîlivka (în ucraineană Чернилівка) este o comună în raionul Pidvolociîsk, regiunea Ternopil, Ucraina, formată numai din satul de reședință.

## Demografie
Componența lingvistică a comunei Cernîlivka
     Ucraineană (100%)
Conform recensământului din 2001, toată populația comunei Cernîlivka era vorbitoare de ucraineană (100%).